# Turn- und Sportgemeinschaft 1899 Hoffenheim 2001-2002
Questa voce raccoglie le informazioni riguardanti il Turn- und Sportgemeinschaft 1899 Hoffenheim nelle competizioni ufficiali della stagione 2001-2002.

## Stagione
Nella stagione 2001-2002 l'Hoffenheim, allenato da Hans-Dieter Flick, concluse il campionato di Regionalliga sud al 13º posto.

## Rosa
| N. |                     | Ruolo | Calciatore         |
| -- | ------------------- | ----- | ------------------ |
| 1  | Germania (bandiera) | P     | Kevin Knödler      |
| 2  | Germania (bandiera) | D     | Thorsten Thee      |
| 3  | Germania (bandiera) | D     | Marc Rapp          |
| 4  | Germania (bandiera) | D     | Thomas Faulstich   |
| 5  | Germania (bandiera) | D     | Marcel Throm       |
| 6  | Germania (bandiera) | C     | Matthias Born      |
| 7  | Germania (bandiera) | D     | Max Kümmerling     |
| 8  | Germania (bandiera) | C     | Stephan Sieger     |
| 9  | Germania (bandiera) | A     | Heiko Throm        |
| 10 | Germania (bandiera) | C     | Guido Streichsbier |
| 11 | Germania (bandiera) | A     | Christoph Teinert  |
| 12 | Germania (bandiera) | D     | Denis Bindnagel    |
| 13 | Germania (bandiera) | D     | Alexander Welz     |

| N. |                           | Ruolo | Calciatore      |
| -- | ------------------------- | ----- | --------------- |
| 14 | Germania (bandiera)       | A     | Sven Eller      |
| 16 | Germania (bandiera)       | C     | Andreas Gaber   |
| 17 | Germania (bandiera)       | A     | Henning Rohr    |
| 18 | Germania (bandiera)       | D     | Carsten Stoll   |
| 19 | Germania (bandiera)       | A     | Meik Spieler    |
| 20 | Costa d'Avorio (bandiera) | A     | Souleymane Koné |
| 21 | Germania (bandiera)       | C     | Thorsten Müller |
| 24 | Germania (bandiera)       | C     | Alfred Schön    |
| 26 | Germania (bandiera)       | P     | Stefan Pister   |
| 27 | Germania (bandiera)       | D     | Christian Daub  |
| 28 | Germania (bandiera)       | D     | Matthias Örüm   |
| 29 | Germania (bandiera)       | P     | Oliver Tuzyna   |
| 30 | Turchia (bandiera)        | A     | Suat Türker     |

## Organigramma societario
Area tecnica
- Allenatore: Hans-Dieter Flick
- Allenatore in seconda:
- Preparatore dei portieri: Uwe Nägele
- Preparatori atletici:
- Analisi video:

## Calciomercato

### Sessione estiva
| Acquisti | Acquisti       | Acquisti           | Acquisti |
| R.       | Nome           | da                 | Modalità |
| -------- | -------------- | ------------------ | -------- |
| A        | Sven Eller     | Karlsruhe II       |          |
| D        | Max Kümmerling | Karlsruhe II       |          |
| D        | Matthias Örüm  | Darmstadt          |          |
| C        | Stephan Sieger | Sandhausen         |          |
| P        | Oliver Tuzyna  | Heilbronn          |          |
| D        | Daniel Unruh   | Magonza II         |          |
| D        | Alexander Welz | Victoria Bammental |          |

| Cessioni | Cessioni              | Cessioni       | Cessioni |
| R.       | Nome                  | a              | Modalità |
| -------- | --------------------- | -------------- | -------- |
| D        | Daniel Unruh          | Hoffenheim II  |          |
| C        | Christopher Kaczmarek | Sachsen Lipsia |          |

### Sessione invernale
| Acquisti | Acquisti    | Acquisti         | Acquisti |
| R.       | Nome        | da               | Modalità |
| -------- | ----------- | ---------------- | -------- |
| A        | Suat Türker | Bayern Monaco II |          |

| Cessioni | Cessioni | Cessioni | Cessioni |
| R.       | Nome     | a        | Modalità |
| -------- | -------- | -------- | -------- |

## Risultati

### Regionalliga

#### Girone di andata
| Arbitro: | Kristek |

|                      |           |                                      |
| Reuter 19’ Adzic 57’ | Marcatori | 3’ Koné 65’ Örüm 67’ Eller 82’ Throm |

| Arbitro: | Albrecht |

|  |           |            |
|  | Marcatori | 19’ Wagner |

| Arbitro: | Walz |

|                                    |           |                 |
| Neticha 45’ Silva 56’ Idrissou 79’ | Marcatori | 71’ (aut.) Bumb |

| Arbitro: | Viktora |

|             |           |                      |
| Teinert 57’ | Marcatori | 22’ Hertl 72’ Forkel |

| Arbitro: | Dingert |

|                 |           |                       |
| Eisenberger 29’ | Marcatori | 38’ Teinert 63’ Gaber |

| Arbitro: | Drees |

|                                                                     |           |  |
| Sieger 28’ Streichsbier 34’ Koné 50’ Rapp 69’ Eller 76’ Teinert 86’ | Marcatori |  |

| Arbitro: | Maier |

|                              |           |  |
| Throm 65’ (aut.) Lehmann 87’ | Marcatori |  |

| Arbitro: | Sahler |

|                    |           |            |
| Eller 11’ Koné 17’ | Marcatori | 14’ Lakies |

| Arbitro: | Karle |

|            |           |                             |
| Zibert 58’ | Marcatori | 5’ Örüm 48’ Throm 78’ Eller |

| Arbitro: | Schalk |

|                          |           |               |
| Gaber 11’, 52’ Throm 58’ | Marcatori | 49’, 62’ Anli |

| Arbitro: | Bielmeier |

|                    |           |  |
| Fossi 3’ Würll 53’ | Marcatori |  |

| Arbitro: | Merk |

|           |           |                             |
| Eller 25’ | Marcatori | 38’, 44’ (rig.) van Buskirk |

| Ratisbona 13 ottobre 2001, ore 13:30 CEST 13ª giornata | Jahn Ratisbona | 0 – 0 referto | Hoffenheim | Jahnstadion (3 000 spett.)\| Arbitro: \| Hofmann \| |
| Arbitro:                                               | Hofmann        |               |            |                                                     |

| Arbitro: | Greth |

|                                    |           |                         |
| Sieger 54’, 85’ Thee 68’ Throm 80’ | Marcatori | 48’ Scharinger 88’ Cast |

| Arbitro: | Brombacher |

|            |           |                |
| Sieger 11’ | Marcatori | 66’ Hebestreit |

| Arbitro: | Welz |

|                           |           |  |
| Grzeskowiak 4’ Keller 90’ | Marcatori |  |

| Arbitro: | Raquet |

|             |           |                          |
| Spieler 90’ | Marcatori | 61’ Misimović 90’ Heller |

#### Girone di ritorno
| Arbitro: | Wack |

|                 |           |                           |
| Sieger 54’, 64’ | Marcatori | 13’ Adzic 23’, 89’ Mifsud |

| Arbitro: | Kristek |

|                |           |          |
| Mihajlovic 29’ | Marcatori | 33’ Thee |

| Arbitro: | Greipl |

|          |           |             |
| Thee 51’ | Marcatori | 29’ Neticha |

| Burghausen 8 dicembre 2001, ore 14:00 CET 21ª giornata | Wacker Burghausen | 0 – 0 referto | Hoffenheim | Stadion an der Liebigstraße (2 000 spett.)\| Arbitro: \| Brych \| |
| Arbitro:                                               | Brych             |               |            |                                                                   |

| Arbitro: | Palilla |

|                   |           |  |
| Örüm 19’ Koné 58’ | Marcatori |  |

| Arbitro: | Viktora |

|                                  |           |                             |
| Coulibaly 75’, 76’ Schneider 90’ | Marcatori | 14’ Koné 49’ Eller 74’ Örüm |

| Arbitro: | Maier |

|          |           |                  |
| Thee 66’ | Marcatori | 46’, 89’ Kurányi |

| Arbitro: | Kempter |

|           |           |            |
| Talib 81’ | Marcatori | 71’ Türker |

| Arbitro: | Sippel |

|                            |           |              |
| Teinert 33’, 55’ Gaber 53’ | Marcatori | 70’ Marcetic |

| Arbitro: | Sahler |

|  |           |                  |
|  | Marcatori | 8’ (rig.) Sieger |

| Arbitro: | Steinborn |

|                                 |           |  |
| Teinert 49’ Türker 53’ Koné 85’ | Marcatori |  |

| Arbitro: | Dingert |

|                                   |           |              |
| van Buskirk 18’, 88’ Willmann 79’ | Marcatori | 8’, 45’ Koné |

| Arbitro: | Kiefer |

|             |           |             |
| Teinert 34’ | Marcatori | 38’ Zellner |

| Arbitro: | Kempter |

|             |           |  |
| Pleuler 10’ | Marcatori |  |

| Arbitro: | Raquet |

|                            |           |  |
| Hebestreit 31’ Sträßer 71’ | Marcatori |  |

| Arbitro: | Wezel |

|            |           |                          |
| Müller 21’ | Marcatori | 20’ Dragusha 24’ Thömmes |

| Arbitro: | Karle |

|                       |           |                 |
| Barut 2’ Misimović 7’ | Marcatori | 10’, 67’ Türker |

## Statistiche

### Statistiche di squadra
| Competizione     | Punti | In casa | In casa | In casa | In casa | In casa | In casa | In trasferta | In trasferta | In trasferta | In trasferta | In trasferta | In trasferta | Totale | Totale | Totale | Totale | Totale | Totale | DR |
| Competizione     | Punti | G       | V       | N       | P       | Gf      | Gs      | G            | V            | N            | P            | Gf           | Gs           | G      | V      | N      | P      | Gf     | Gs     | DR |
| ---------------- | ----- | ------- | ------- | ------- | ------- | ------- | ------- | ------------ | ------------ | ------------ | ------------ | ------------ | ------------ | ------ | ------ | ------ | ------ | ------ | ------ | -- |
| Regionalliga sud | 42    | 17      | 7       | 3       | 7       | 33      | 23      | 17           | 4            | 6            | 7            | 20           | 26           | 34     | 11     | 9      | 14     | 53     | 49     | +4 |
| Totale           | 42    | 17      | 7       | 3       | 7       | 33      | 23      | 17           | 4            | 6            | 7            | 20           | 26           | 34     | 11     | 9      | 14     | 53     | 49     | +4 |

### Andamento in campionato
| Giornata  | 1 | 2 | 3  | 4  | 5  | 6  | 7  | 8 | 9 | 10 | 11 | 12 | 13 | 14 | 15 | 16 | 17 | 18 | 19 | 20 | 21 | 22 | 23 | 24 | 25 | 26 | 27 | 28 | 29 | 30 | 31 | 32 | 33 | 34 |
| --------- | - | - | -- | -- | -- | -- | -- | - | - | -- | -- | -- | -- | -- | -- | -- | -- | -- | -- | -- | -- | -- | -- | -- | -- | -- | -- | -- | -- | -- | -- | -- | -- | -- |
| Luogo     | T | C | T  | C  | T  | C  | T  | C | T | C  | T  | C  | T  | C  | C  | T  | C  | C  | T  | C  | T  | C  | T  | C  | T  | C  | T  | C  | T  | C  | T  | T  | C  | T  |
| Risultato | V | P | P  | P  | V  | V  | P  | V | V | V  | P  | P  | N  | V  | N  | P  | P  | P  | N  | N  | N  | V  | N  | P  | N  | V  | V  | V  | P  | N  | P  | P  | P  | N  |
| Posizione | 2 | 9 | 12 | 13 | 11 | 10 | 10 | 6 | 6 | 5  | 6  | 8  | 9  | 6  | 7  | 10 | 12 | 12 | 12 | 12 | 13 | 11 | 12 | 12 | 13 | 11 | 10 | 7  | 10 | 10 | 12 | 13 | 13 | 13 |

Legenda:

Luogo: C = Casa; T = Trasferta. Risultato: V = Vittoria; N = Pareggio; P = Sconfitta.

### Statistiche dei giocatori
| D. Bindnagel    | 21 | 0 | 1  | 0 |
| M. Born         | 30 | 0 | 12 | 0 |
| C. Daub         | 1  | 0 | 0  | 0 |
| S. Eller        | 30 | 6 | 1  | 0 |
| T. Faulstich    | 26 | 0 | 5  | 0 |
| A. Gaber        | 29 | 4 | 1  | 0 |
| K. Knödler      | 34 | 0 | 0  | 0 |
| S. Koné         | 20 | 8 | 1  | 0 |
| M. Kümmerling   | 20 | 0 | 0  | 0 |
| T. Müller       | 10 | 1 | 2  | 0 |
| S. Pister       | 0  | 0 | 0  | 0 |
| M. Rapp         | 34 | 1 | 6  | 0 |
| H. Rohr         | 3  | 0 | 0  | 0 |
| A. Schön        | 1  | 0 | 0  | 0 |
| S. Sieger       | 31 | 7 | 2  | 1 |
| M. Spieler      | 10 | 1 | 0  | 0 |
| C. Stoll        | 12 | 0 | 1  | 0 |
| G. Streichsbier | 18 | 1 | 0  | 0 |
| C. Teinert      | 28 | 7 | 10 | 1 |
| T. Thee         | 33 | 4 | 9  | 1 |
| H. Throm        | 15 | 4 | 0  | 0 |
| M. Throm        | 25 | 0 | 4  | 0 |
| O. Tuzyna       | 0  | 0 | 0  | 0 |
| S. Türker       | 9  | 4 | 1  | 0 |
| D. Unruh        | 2  | 0 | 0  | 0 |
| A. Welz         | 4  | 0 | 0  | 0 |
| M. Örüm         | 27 | 4 | 5  | 0 |